# Villarceau-Kreise

Torus: Villarceau-Kreise
Für das untere Bild wurde senkrecht auf die Schnittebene projiziert. Die Kreise treten hier unverzerrt auf.

Torus mit zwei Scharen von Villarceau-Kreisen

Animation zur Erzeugung von Villarceau-Kreisen

Villarceau-Kreise sind in der Geometrie Kreispaare auf einem Torus, die durch den Schnitt mit geeigneten Ebenen entstehen. Sie sind benannt nach dem französischen Astronomen Yvon Villarceau.
Dass auf einem Torus zwei Scharen von Kreisen liegen, ist offensichtlich: 1) Eine Schar (Meridiane) entsteht durch die Rotation eines Kreises bei der Erzeugung des Torus. 2) die zweite Schar (Parallel-Kreise) entsteht durch Schneiden des Torus mit Ebenen, die senkrecht zur Rotationsachse verlaufen. 3)+4) Zwei weitere weniger offensichtliche Scharen bestehen aus Villarceau-Kreisen. Villarceau-Kreise entstehen paarweise durch Schneiden des Torus mit doppeltberührenden Ebenen (s. Bild).

## Beschreibung des Torus
Ein Torus kann durch geeignete Einführung von Koordinaten immer so dargestellt werden, dass die Rotationsachse die z-Achse und der Mittelpunkt der Nullpunkt ist. Hat ein Meridian (Kreis) den Radius {\displaystyle r} und haben die Mittelpunkte der Meridiankreise den Abstand {\displaystyle R} von der Rotationsachse, so lässt sich der Torus durch die Gleichung
{\displaystyle (x^{2}+y^{2}+z^{2}+R^{2}-r^{2})^{2}-4R^{2}(x^{2}+y^{2})=0}
beschreiben.

## Doppeltberührende Ebene des Torus
Die Ebene {\displaystyle \varepsilon }, die die x-Achse enthält und die beiden Meridiane in der y-z-Ebene berührt (s. Bild), berührt (aus Symmetriegründen) auch die Parallelkreise durch die beiden Toruspunkte und ist deshalb eine Tangentialebene des Torus. Da {\displaystyle \varepsilon } den Torus in zwei Punkten berührt, heißt {\displaystyle \varepsilon } eine doppeltberührende Tangentialebene. Für den Neigungswinkel {\displaystyle \alpha } der Ebene (s. Bild) gilt {\displaystyle \sin \alpha =r/R}. Lässt man {\displaystyle \varepsilon } um die z-Achse rotieren, entstehen alle doppeltberührenden Tangentialebenen des Torus.

## Erzeugung der Villarceau-Kreise
BehauptungDer Schnitt der Ebene {\displaystyle \varepsilon } (s. o.) mit dem Torus (s. o.) besteht aus den beiden Kreisen mit den Mittelpunkten {\displaystyle M_{1}=(r,0,0),\;M_{2}=(-r,0,0)} und dem Radius {\displaystyle R}.

## Beweis
Für den Beweis dreht man das Koordinatensystem um die x-Achse um den Winkel {\displaystyle \alpha } und setzt anschließend die neue 3. Koordinate {\displaystyle \zeta } Null.
Drehung {\displaystyle :\;x=\xi ,\;y=\eta \cos \alpha +\zeta \sin \alpha ,\;z=-\eta \sin \alpha +\zeta \cos \alpha } und {\displaystyle \zeta =0} liefert
{\displaystyle y=\eta {\sqrt {R^{2}-r^{2}}}/R,\;z=-\eta r/R}.
Setzt man dies in die Torusgleichung ein, ergibt sich die Gleichung der Schnittkurve:
{\displaystyle (\xi ^{2}+\eta ^{2}+R^{2}-r^{2})^{2}-4R^{2}(\xi ^{2}+\eta ^{2})+4r^{2}\eta ^{2}=0\;.}
Löst man die Klammern auf und vergleicht die Auflösung mit der Auflösung der Gleichung
- {\displaystyle ((\xi -r)^{2}+\eta ^{2}-R^{2})\cdot ((\xi +r)^{2}+\eta ^{2}-R^{2})=0},

so erkennt man: Beide Gleichungen beschreiben dieselbe Kurve, d. h. die Schnittfigur besteht aus den beiden Kreisen mit den Gleichungen
{\displaystyle (\xi -r)^{2}+\eta ^{2}=R^{2}} und {\displaystyle (\xi +r)^{2}+\eta ^{2}=R^{2}}.

## Parameterdarstellungen der Villarceau-Kreise
Mit den Ortsvektoren {\displaystyle (\pm r,0,0)^{T}} der Mittelpunkte und der Orthonormalbasis {\displaystyle (1,0,0)^{T},(0,\cos \alpha ,\sin \alpha )^{T}} der Schnittebene {\displaystyle \varepsilon } lassen sich die beiden Schnittkreise durch
{\displaystyle {\vec {x}}_{\pm }(\varphi )={\begin{pmatrix}\pm r\\0\\0\end{pmatrix}}+R{\begin{pmatrix}1\\0\\0\end{pmatrix}}\cos \varphi +R{\begin{pmatrix}0\\-\cos \alpha \\\sin \alpha \end{pmatrix}}\sin \varphi ,\quad 0\leq \varphi <2\pi ,}
beschreiben (siehe Ellipse). Die Gleichung der Schnittebene ist {\displaystyle :\ y\sin \alpha +z\cos \alpha =0} oder, wegen {\displaystyle \sin \alpha =r/R\;:} {\displaystyle \ yr+z{\sqrt {R^{2}-r^{2}}}=0}
Ein beliebiges Paar von Villsarceau-Kreisen erhält man durch Rotation der obigen Kreise um die z-Achse um einen Winkel {\displaystyle \sigma ,0\leq \sigma <2\pi }:
- {\displaystyle {\vec {x}}_{\pm }(\sigma ,\varphi )={\begin{pmatrix}\pm r\cos \sigma \\\pm r\sin \sigma \\0\end{pmatrix}}+R{\begin{pmatrix}\cos \sigma \\\sin \sigma \\0\end{pmatrix}}\cos \varphi +R{\begin{pmatrix}\cos \alpha \sin \sigma \\-\cos \alpha \cos \sigma \\\sin \alpha \end{pmatrix}}\sin \varphi ,\quad 0\leq \varphi <2\pi ,}

{\displaystyle ={\begin{pmatrix}\pm r\cos \sigma \\\pm r\sin \sigma \\0\end{pmatrix}}+R{\begin{pmatrix}\cos \sigma \\\sin \sigma \\0\end{pmatrix}}\cos \varphi +{\begin{pmatrix}{\sqrt {R^{2}-r^{2}}}\;\sin \sigma \\-{\sqrt {R^{2}-r^{2}}}\;\cos \sigma \\r\end{pmatrix}}\sin \varphi ,\quad 0\leq \varphi <2\pi ,}
Die Schnittebene besitzt die Gleichung {\displaystyle :\;-xr\sin \sigma +yr\cos \sigma +z{\sqrt {R^{2}-r^{2}}}=0\;.}

Villarceau-Kreise (magenta, grün) durch einen vorgegebenen Punkt (rot). Durch jeden Punkt gehen 4 Kreise.

## Bestimmung der Villarceau-Kreise durch einen Toruspunkt
Ist ein Toruspunkt {\displaystyle P_{0}=(x_{0},y_{0},z_{0})} vorgegeben und man sucht die beiden Villarceau-Kreise durch {\displaystyle P_{0}}, so muss man die Schnittebene aus der obigen Schnittebenen-Schar bestimmen, die {\displaystyle P_{0}} enthält, d. h. man muss {\displaystyle \sigma } so bestimmen, dass
{\displaystyle -x_{0}r\sin \sigma +y_{0}r\cos \sigma +z_{0}{\sqrt {R^{2}-r^{2}}}=0\;.}
Dieses Problem lässt sich durch die Substitution {\displaystyle {\color {red}u}=\cos \sigma ,\;{\color {red}v}=\sin \sigma }  in der {\displaystyle {\color {red}u}}-{\displaystyle {\color {red}v}}-Ebene als das Schnittproblem der Gerade
{\displaystyle y_{0}r{\color {red}u}-x_{0}r{\color {red}v}+z_{0}{\sqrt {R^{2}-r^{2}}}=0} mit dem Einheitskreis
{\displaystyle {\color {red}u}^{2}+{\color {red}v}^{2}=1} auffassen und lösen
(siehe Schnittpunkt einer Gerade mit einem Kreis). Im Allgemeinen erhält man so zwei Ebenen und insgesamt vier Villarceau-Kreise, von denen nur zwei den vorgegebenen Punkt {\displaystyle P_{0}} enthalten. Im Sonderfall, dass die beiden Ebenen gleich sind, ist {\displaystyle P_{0}} einer der beiden Schnittpunkte der beiden Villarceau-Kreise.